# Harry Kane
Harry Edward Kane (n. 28 iulie 1993, Greater London, Anglia, Regatul Unit) este un fotbalist britanic, care joacă pe post de atacant la Bayern în Bundesliga. Pe plan internațional, are prezențe la națională pentru Anglia U17⁠(d), Anglia U19⁠(d), Anglia U20⁠(d), Anglia U-21⁠(d) și Anglia.

## Biografie
Harry Edward Kane s-a născut în Walthamstow, Londra, este fiul lui Kim și Patrick Kane și are un frate mai mare, Charlie. El are strămoșii irlandezi prin tatăl său care este din Galway. Familia s-a mutat la Chingford unde a urmat Academia Primarului Larkswood până în 2004, urmată de școala de la Chingford Foundation (la care a participat și David Beckham). Kane își amintește din copilărie:
| “ | Cred că genele sportive provin din partea mamei mele din familie, deși subiectul este o dezbatere fierbinte în gospodăria Kane. Lui tata probabil că nu îi va plăcea să spun asta, dar cred că bunicul meu Eric, din partea mamei mele, a fost destul de bun fotbalist și a jucat la un nivel decent. | ” |

Kane a mai spus: "Cea mai mare parte a familiei mele au fost fanii Spurs, așa că am fost întotdeauna un fan Spurs". El l-a citat pe Teddy Sheringham ca pe un idol din copilărie și la văzut ca pe un "finalizator excelent" și ca pe un model în capacitatea sa de a înscrie goluri.

## Cluburi

### Statistici
La meciul jucat pe 1 septembrie 2024.
| Club                      | Sezon         | Campionat      | Campionat | Campionat | Cupă    | Cupă   | Cupa ligii | Cupa ligii | Europa  | Europa | Altele  | Altele | Total   | Total  |
| Club                      | Sezon         | Campionat      | Meciuri   | Goluri    | Meciuri | Goluri | Meciuri    | Goluri     | Meciuri | Goluri | Meciuri | Goluri | Meciuri | Goluri |
| ------------------------- | ------------- | -------------- | --------- | --------- | ------- | ------ | ---------- | ---------- | ------- | ------ | ------- | ------ | ------- | ------ |
| Tottenham Hotspur         | 2010–11       | Premier League | 0         | 0         | —       | —      | 0          | 0          | 0       | 0      | —       | —      | 0       | 0      |
| Tottenham Hotspur         | 2011–12       | Premier League | 0         | 0         | —       | —      | 0          | 0          | 6       | 1      | —       | —      | 6       | 1      |
| Tottenham Hotspur         | 2012–13       | Premier League | 1         | 0         | —       | —      | —          | —          | 0       | 0      | —       | —      | 1       | 0      |
| Tottenham Hotspur         | 2013–14       | Premier League | 10        | 3         | 0       | 0      | 2          | 1          | 7       | 0      | —       | —      | 19      | 4      |
| Tottenham Hotspur         | 2014–15       | Premier League | 34        | 21        | 2       | 0      | 6          | 3          | 9       | 7      | —       | —      | 51      | 31     |
| Tottenham Hotspur         | 2015–16       | Premier League | 38        | 25        | 4       | 1      | 1          | 0          | 7       | 2      | —       | —      | 50      | 28     |
| Tottenham Hotspur         | 2016–17       | Premier League | 30        | 29        | 3       | 4      | 0          | 0          | 5       | 2      | —       | —      | 38      | 35     |
| Tottenham Hotspur         | 2017–18       | Premier League | 37        | 30        | 4       | 4      | 0          | 0          | 7       | 7      | —       | —      | 48      | 41     |
| Tottenham Hotspur         | 2018–19       | Premier League | 28        | 17        | 1       | 1      | 2          | 1          | 9       | 5      | —       | —      | 40      | 24     |
| Tottenham Hotspur         | 2019–20       | Premier League | 29        | 18        | 0       | 0      | 0          | 0          | 5       | 6      | —       | —      | 34      | 24     |
| Tottenham Hotspur         | 2020–21       | Premier League | 35        | 23        | 2       | 1      | 4          | 1          | 8       | 8      | —       | —      | 49      | 33     |
| Tottenham Hotspur         | 2021–22       | Premier League | 37        | 17        | 3       | 3      | 5          | 1          | 5       | 6      | —       | —      | 50      | 27     |
| Tottenham Hotspur         | 2022–23       | Premier League | 38        | 30        | 2       | 1      | 1          | 0          | 8       | 1      | —       | —      | 49      | 32     |
| Tottenham Hotspur         | Total         | Total          | 317       | 213       | 21      | 15     | 21         | 7          | 76      | 45     | —       | —      | 435     | 280    |
| Leyton Orient (împrumut)  | 2010–11       | League One     | 18        | 5         | 0       | 0      | —          | —          | —       | —      | —       | —      | 18      | 5      |
| Millwall (împrumut)       | 2011–12       | Championship   | 22        | 7         | 5       | 2      | —          | —          | —       | —      | —       | —      | 27      | 9      |
| Norwich City (împrumut)   | 2012–13       | Premier League | 3         | 0         | 1       | 0      | 1          | 0          | —       | —      | —       | —      | 5       | 0      |
| Leicester City (împrumut) | 2012–13       | Championship   | 13        | 2         | —       | —      | —          | —          | —       | —      | 2       | 0      | 15      | 2      |
| Bayern München            | 2023–24       | Bundesliga     | 32        | 36        | 0       | 0      | —          | —          | 12      | 8      | 1       | 0      | 45      | 44     |
| Bayern München            | 2024–25       | Bundesliga     | 2         | 1         | 1       | 1      | —          | —          | 0       | 0      | 0       | 0      | 3       | 2      |
| Bayern München            | Total         | Total          | 34        | 37        | 1       | 1      | —          | —          | 12      | 8      | 1       | 0      | 48      | 46     |
| Total carieră             | Total carieră | Total carieră  | 407       | 264       | 28      | 18     | 22         | 7          | 88      | 53     | 3       | 0      | 548     | 342    |

1. 1 2 3 4 5  Apariții în UEFA Europa League
2. ↑  Trei apariții și două goluri în UEFA Champions League, două apariții în UEFA Europa League
3. 1 2 3 4 5  Apariții în UEFA Champions League
4. ↑  Apariții în UEFA Europa Conference League
5. ↑  Apariții în Championship play-offs
6. ↑  Apariție în DFL-Supercup